# Psilota buccata
Psilota buccata är en tvåvingeart som först beskrevs av Macquart 1842.  Psilota buccata ingår i släktet sotblomflugor, och familjen blomflugor. Inga underarter finns listade i Catalogue of Life.